# فاتح أوزتورك
فاتح أوزتورك (بالتركية: Fatih Öztürk)‏ هو لاعب كرة قدم تركي في مركز حراسة المرمى، ولد في 22 ديسمبر 1986 في Phalsbourg ‏ في فرنسا. لعب مع نادي بلدية آكهيسار سبور ونادي طرابزون سبور.

## وصلات خارجية
- فاتح أوزتورك على موقع الاتحاد الأوربي (الإنجليزية)
- فاتح أوزتورك على موقع اتحاد تركيا (لاعب) (الإنجليزية)
- فاتح أوزتورك على موقع قاعدة بيانات كرة القدم.إي يو (الإنجليزية)
- فاتح أوزتورك على موقع Soccerway.com (الإنجليزية)
- فاتح أوزتورك على موقع عالم كرة القدم.نت (الإنجليزية)
- فاتح أوزتورك على موقع AS.com (الإسبانية)